# Poa litorosa
Poa litorosa is een soort uit de grassenfamilie. De soort komt voor op de subantarctische eilanden van Nieuw-Zeeland en Australië. De soortaanduiding litorosa is afkomstig van het Latijnse woord litoralis, wat betekent: "behorend tot de kust".
De soort is een meerjarige tweehuizige grassoort die groeit in strokleurige taaie pollen. Deze pollen kunnen een hoogte van 60 centimeter bereiken. De soort is inheems op de Antipodeneilanden, Aucklandeilanden, het Campbelleiland en het Australische Macquarie-eiland.
... · 
P. angustifolia (Smal beemdgras) · 
P. annua (Straatgras) · 
P. bulbosa (Knolbeemdgras) · 
P. chaixii (Bergbeemdgras) · 
P. compressa (Plat beemdgras) · 
P. foliosa · 
P. litorosa · 
P. nemoralis (Schaduwgras of bosbeemdgras) · 
P. novarae · 
P. palustris (Moerasbeemdgras) · 
P. pratensis (Veldbeemdgras) · 
P. trivialis (Ruw beemdgras) · 
...